# Compendio garibaldino
Il compendio Garibaldino è un'area dell'isola di Caprera, in Sardegna, in cui sono compresi i luoghi dove Giuseppe Garibaldi visse gli ultimi anni della sua vita, dove morì e dove si trova la sua tomba, unitamente a quelle di alcuni familiari. Il sito è proprietà dello Stato italiano ed è adibito a museo.
Dal dicembre 2014 il compendio è gestito dal Ministero della cultura tramite il Polo museale della Sardegna, nel dicembre 2019 divenuto Direzione regionale Musei.

## Storia
Garibaldi sbarcò la prima volta a Caprera il 25 settembre 1849, proveniente da Tunisi. Grazie a un lascito testamentario del fratello, acquistò metà dell'isola nel 1855 e vi si stabilì nel 1856, abitando in un piccolo ovile, restaurato con l'aiuto del figlio Menotti e di alcuni amici. Avendo intenzione di riunire a Caprera i suoi figli, ed essendo la costruzione di capienza insufficiente, Garibaldi fece giungere da Nizza una casupola di legno. I figli, Teresita e Ricciotti, arrivarono a Caprera nell'estate del 1856.
Terminati i lavori di sistemazione dell'abitazione provvisoria, iniziarono quelli di costruzione della dimora vera e propria, che verrà successivamente chiamata Casa Bianca. Qui Garibaldi visse con i figli, con l'ultima moglie Francesca Armosino e con alcuni fedeli amici, dedicandosi alla pastorizia e all'agricoltura, fino alla morte, sopraggiunta il 2 giugno 1882. Contro la volontà dell'Eroe dei due mondi, che avrebbe voluto la cremazione delle sue spoglie, il corpo di Garibaldi, imbalsamato, venne sepolto nel cimitero di famiglia, vicino alla Casa Bianca, sotto un masso di granito grezzo.
Successivamente, casa Garibaldi continuò ad essere abitata dalla famiglia. L'ultima ad abitarla fu Clelia Garibaldi, fino alla sua morte nel 1959. Il sito divenne museo nel 1978.

## Descrizione
Il compendio Garibaldino si sviluppa attorno a un cortile centrale, sul quale si affacciano la Casa Bianca e gli altri edifici che costituiscono la fattoria. Al centro del cortile troneggia l'enorme "albero di Clelia", il pino che Garibaldi piantò nel 1867, in occasione della nascita della figlia Clelia.

### La "Casa Bianca"

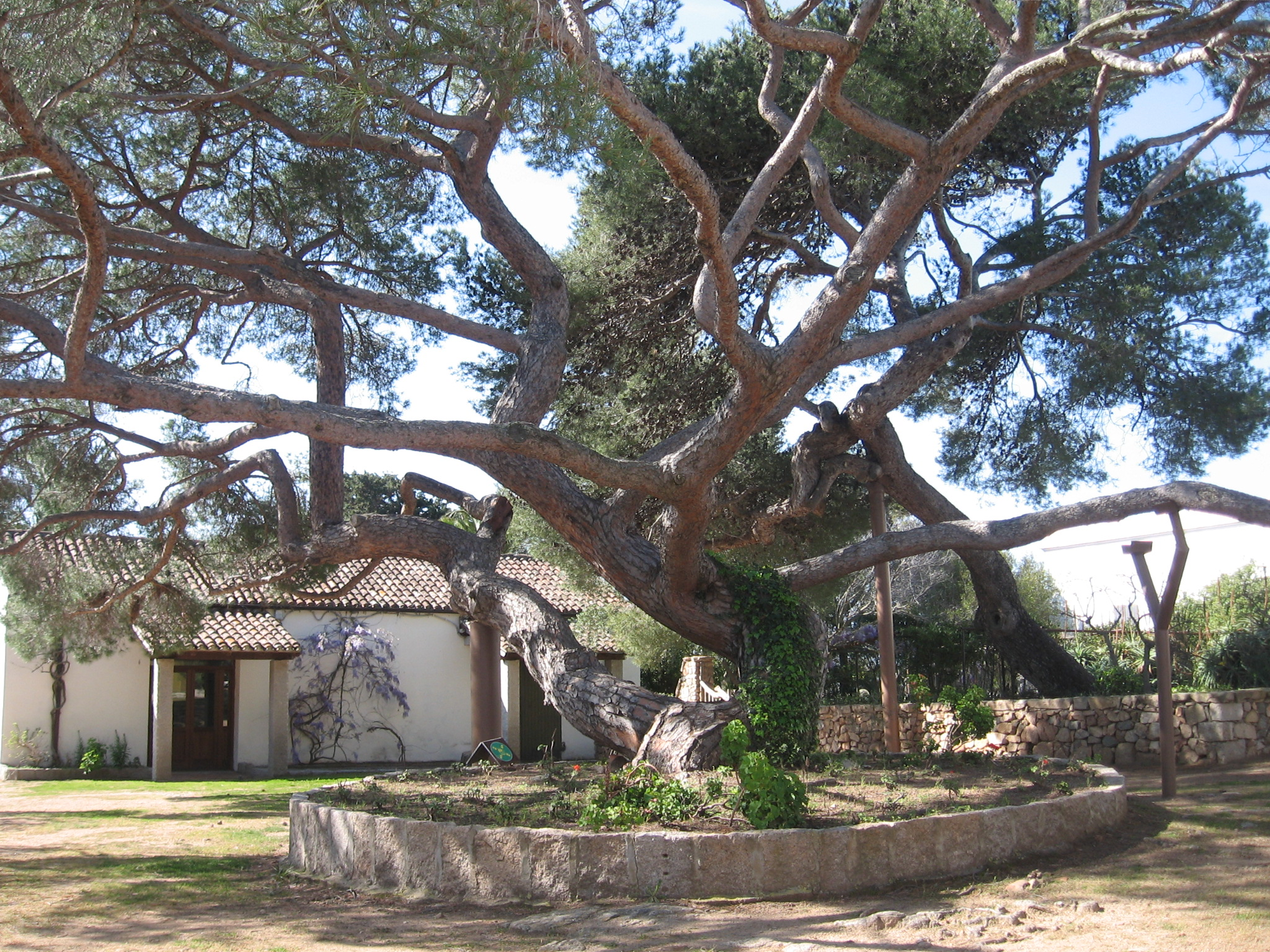
L'albero di Clelia

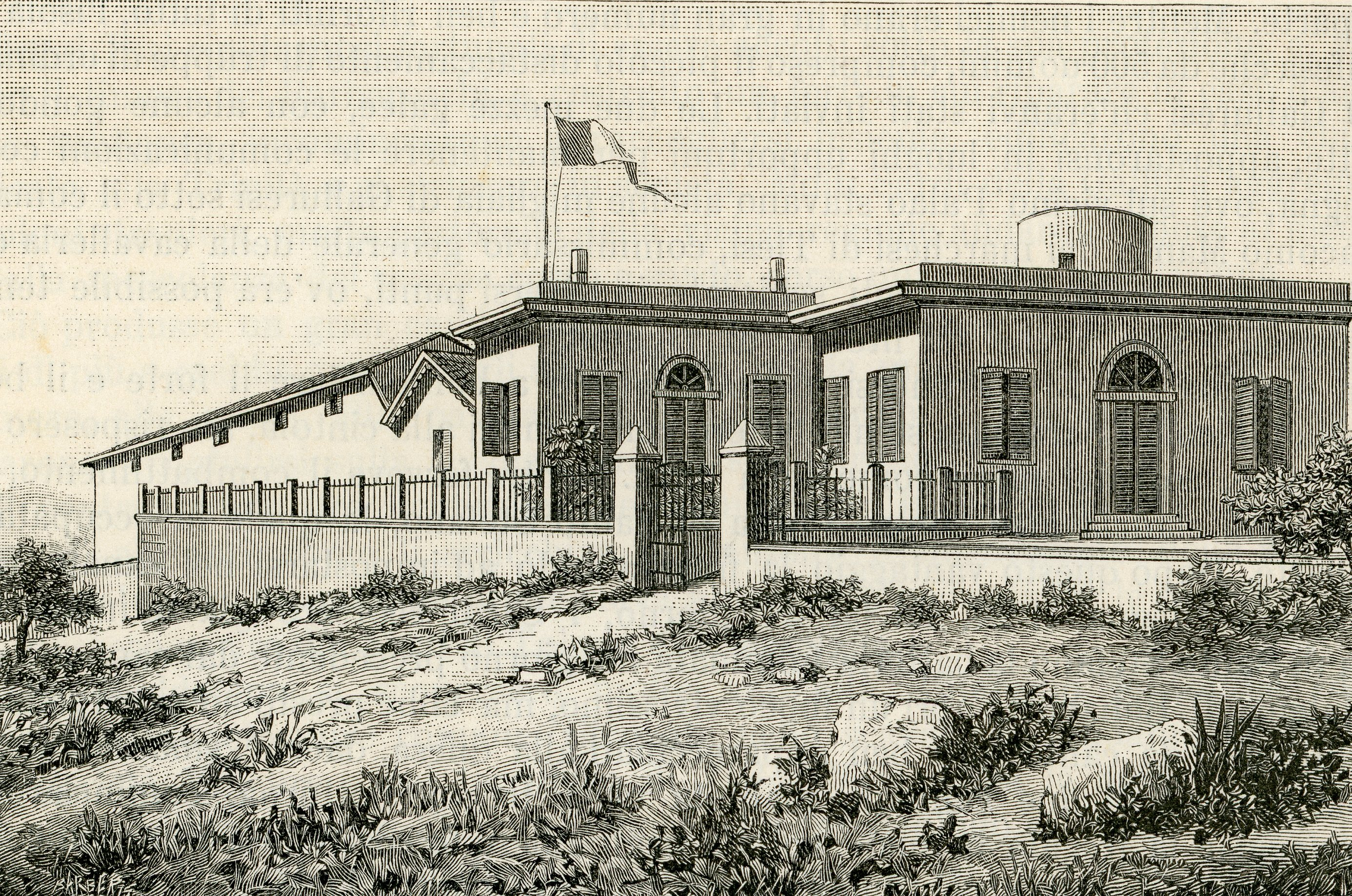
Casa di Giuseppe Garibaldi, (xilografia di Barberis 1895).

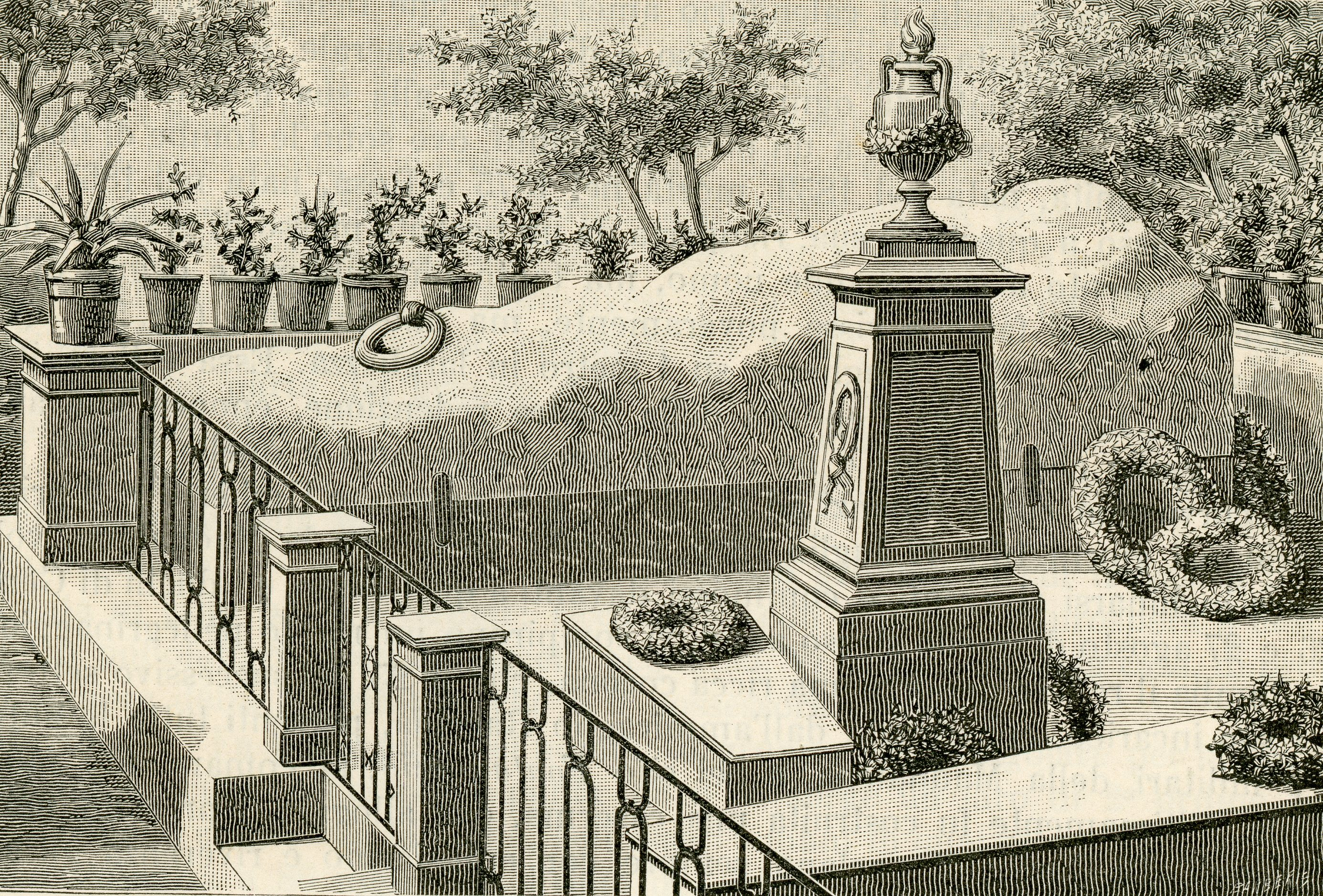
Tomba di Giuseppe Garibaldi, (xilografia di Barberis 1895).

La dimora di Garibaldi è un semplice edificio realizzato in granito e intonacato di bianco. La facciata, rivolta ad ovest, presenta un portale archivoltato. Il nucleo originario della casa (ampliata nel 1861 verso sud e nel 1880 verso nord), si sviluppa su pianta quadrangolare, con una successione di sale intercomunicanti disposte attorno a un vano centrale, dove si trova la scala che consente l'accesso al terrazzo.
Superato l'ingresso, il primo ambiente che si incontra è l'atrio, dove si trova un ritratto di Garibaldi, opera dell'inglese J. Shotton risalente al 1854. L'atrio custodisce inoltre numerosi cimeli, tra cui armi, vessilli, fotografie che ritraggono garibaldini, la cassa da campo del generale.
Dall'atrio, sulla sinistra, si accede alla camera da letto matrimoniale. In questa stanza, originariamente dormiva Teresita Garibaldi con la governante; dopo il matrimonio di Teresita, nel 1861, questa divenne la stanza da letto di Garibaldi e Francesca Armosino. In questa stanza si trovano il piano di Garibaldi e il suo letto ortopedico, oltre ai ritratti della moglie e dei figli.
La sala successiva era la stanza da letto di Manlio Garibaldi (1873 - 1900); Vi si trovano un busto marmoreo che ritrae il ragazzo, opera eseguita da Giovanni Battista Trabucco nel 1880, e un suo ritratto, dipinto su olio del 1882 opera di Salvatore Rubino.
Oltre si passa alla camera da letto di Clelia Garibaldi, dove sono esposti oggetti e foto appartenuti alla donna e un ritratto del padre, dipinto su stoffa eseguito dalla moglie di Ricciotti Garibaldi, Costanza Hopcraft, nel 1905.
Superata la cucina, dove si trova un grande camino in pietra, si entra nella sala dei cimeli, creata dall'unione di due stanze (un tinello e una camera da letto). Questa sala accoglie alcuni dipinti, tra cui uno, di artista ignoto, risalente ai primi del '900, che raffigura la Fuga di Anita da Mustarda. La stanza custodisce inoltre abiti e oggetti di vario tipo appartenuti a Garibaldi. La sala successiva è un salotto, utilizzato come camera la letto da Garibaldi sino al 1861; vi si trovano alcuni pregevoli mobili.
Oltre il salotto, si accede alla camera in cui morì Garibaldi. Questa stanza venne costruita per volere di Francesca Armosino e adibita a salotto; qui Giuseppe Garibaldi si fece portare pochi giorni prima di morire. Nella stanza si trova il suo letto di morte, protetto da una teca di vetro e da una balaustra di bronzo, donata nel 1882 dalla Società Reduci di Livorno. L'orologio della sala, come si può ancora vedere, venne fermato alle 18:20, ora della morte del generale. Il pregevole ritratto di Garibaldi, custodito in questa stanza, è opera di Saverio Altamura.

### Altri locali

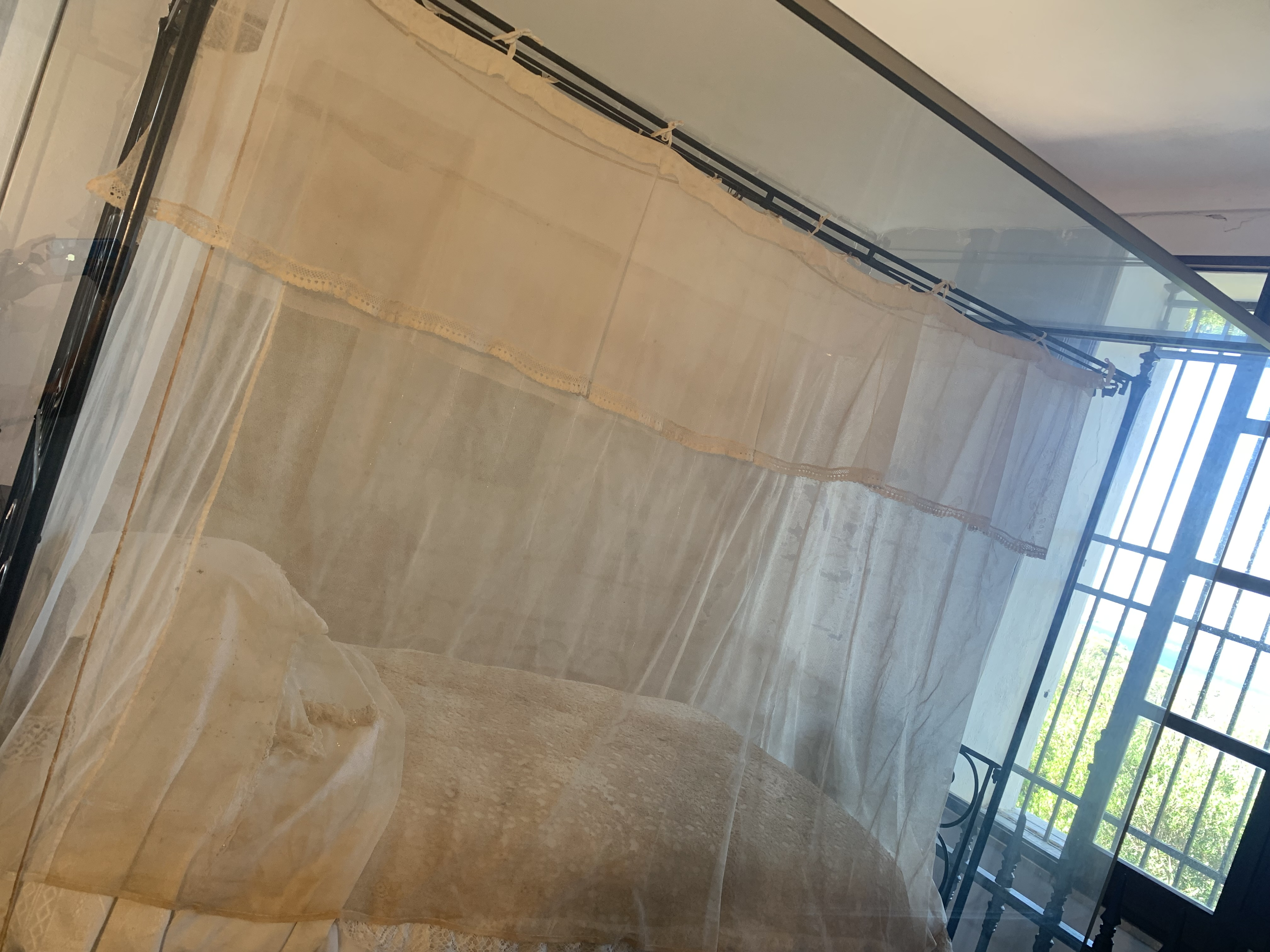
Il letto di morte di Garibaldi che, negli ultimi giorni di vita, si era fatto sistemare di fronte alla finestra che dà sul mare.

Oltre alla Casa Bianca, il museo Garibaldino comprende altri edifici, a cominciare dalla prima casa di Garibaldi a Caprera, costituita da un preesistente ovile restaurato a cui venne aggiunta la casupola in legno, giunta smontata da Nizza e rimontata a Caprera.
La cosiddetta  "casa di ferro", donata nel 1861 dell'amico capitano Felice Orrigoni, è una sorta di casetta prefabbricata in legno, rivestita in lamina di ferro, dove Garibaldi sistemò la sua biblioteca.
Il locale originariamente adibito a stalla, raccoglie oggi numerosi oggetti da lavoro di Garibaldi. Vi si trova anche una vasca da bagno di rame, che venne collocata qui per sfruttare il calore emanato dagli animali.

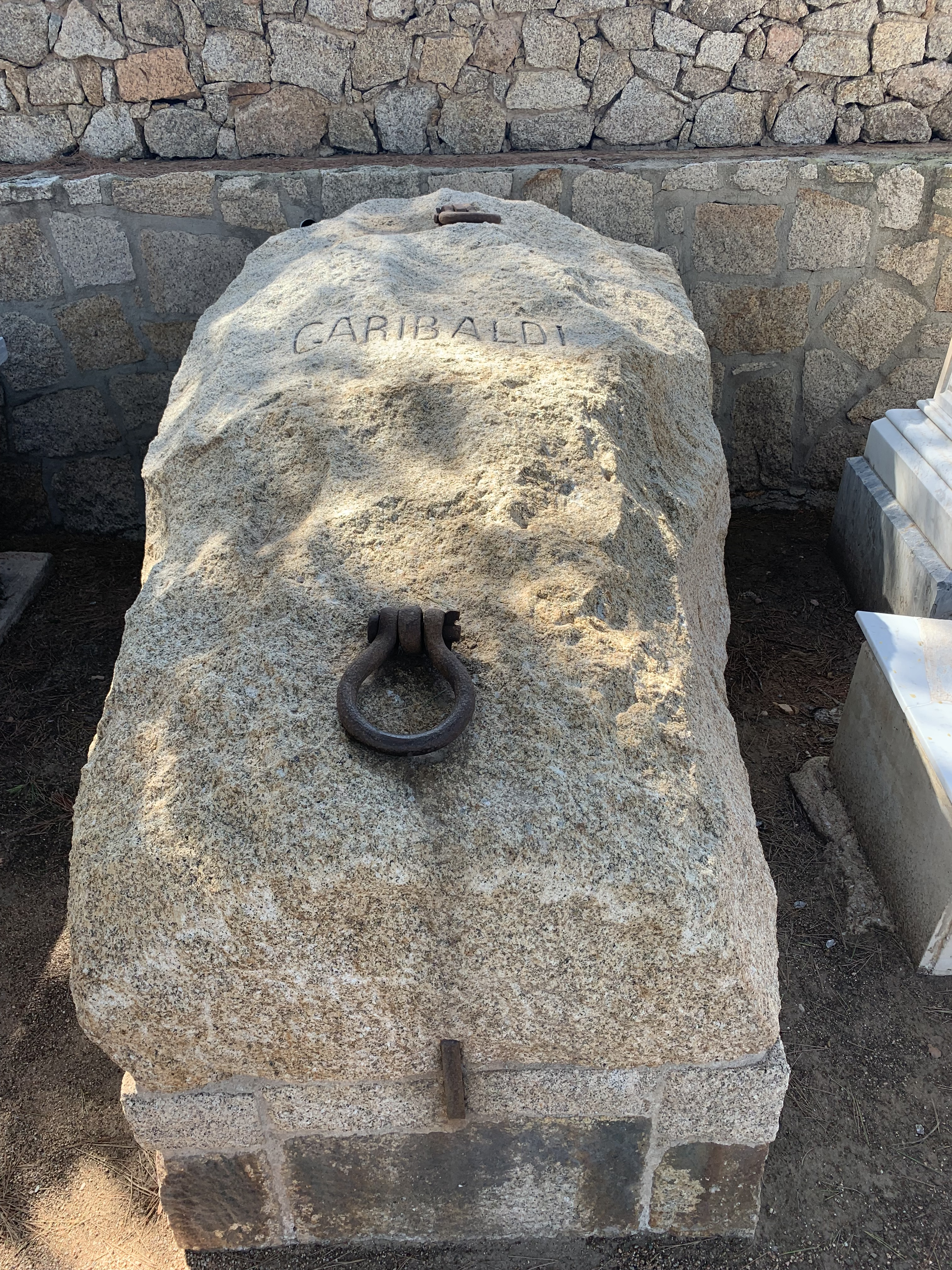
Tomba di Garibaldi

Nell'area dietro la Casa Bianca si trovano un mulino, ormai privo di pale, e un forno. Poco distante è collocato il monumentale busto marmoreo di Garibaldi, scolpito da Luigi Bistolfi nel 1883.

### Cimitero
Dal cortile centrale, un sentiero conduce verso il piccolo cimitero di famiglia. Qui si trova la tomba di Giuseppe Garibaldi, sotto un grande masso di granito dove è inciso il suo nome. Vicino al sepolcro del generale hanno trovato sepoltura:
- L'ultima moglie, Francesca Armosino (1848-1923).
- I figli:
  - Rosa (1869-1871);
  - Anita (1859-1875);
  - Teresita (1845-1903);
  - Manlio (1873-1900);
  - Clelia (1867-1959), l'ultima ad essere sepolta nel piccolo cimitero.

Per cento anni, dal 1882 (anno della morte di Giuseppe Garibaldi) al 1982, la sua tomba è stata costantemente presidiata da un picchetto d'onore della Marina Militare.

## Galleria d'immagini

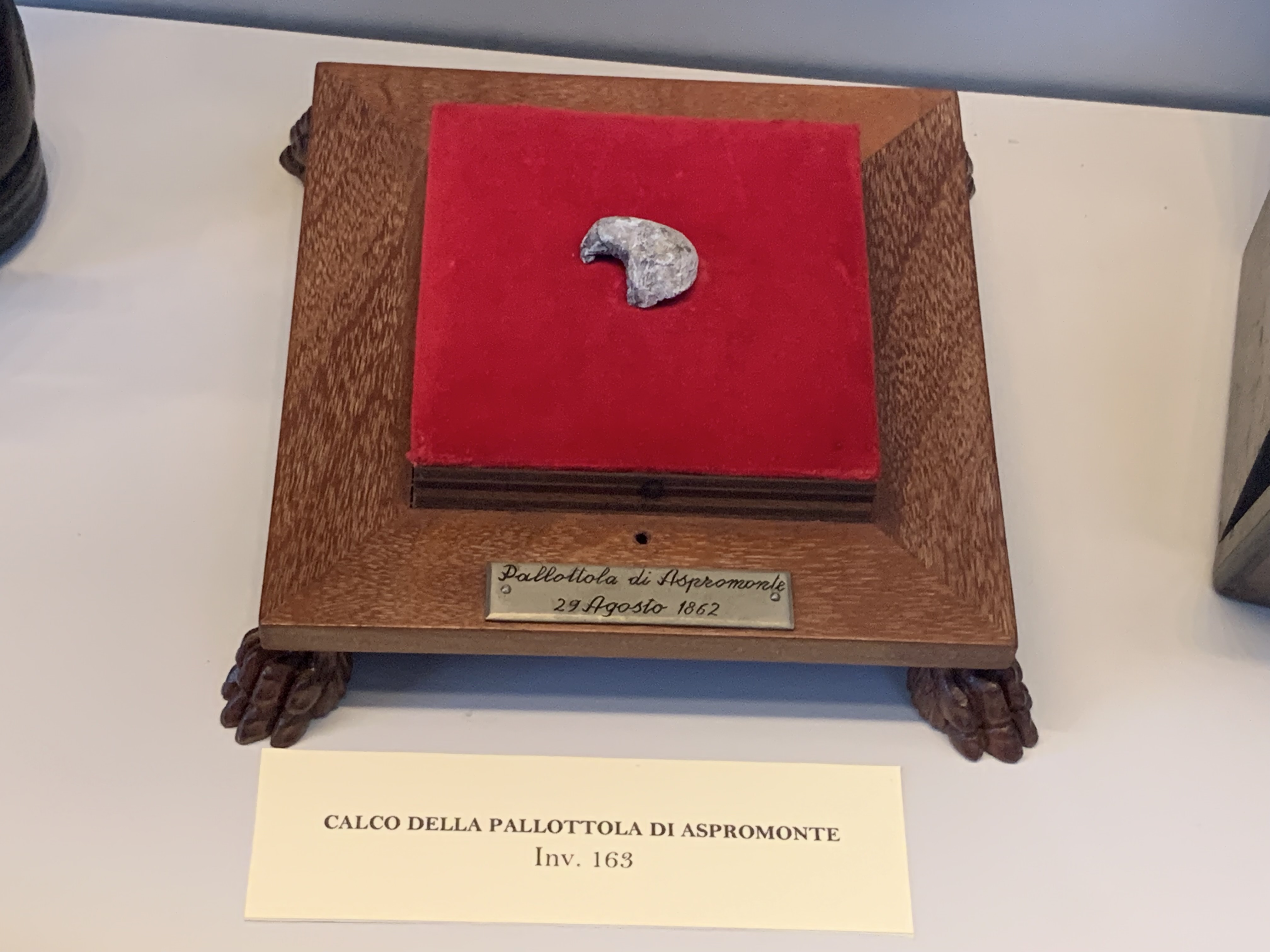
Calco della pallottola di Aspromonte
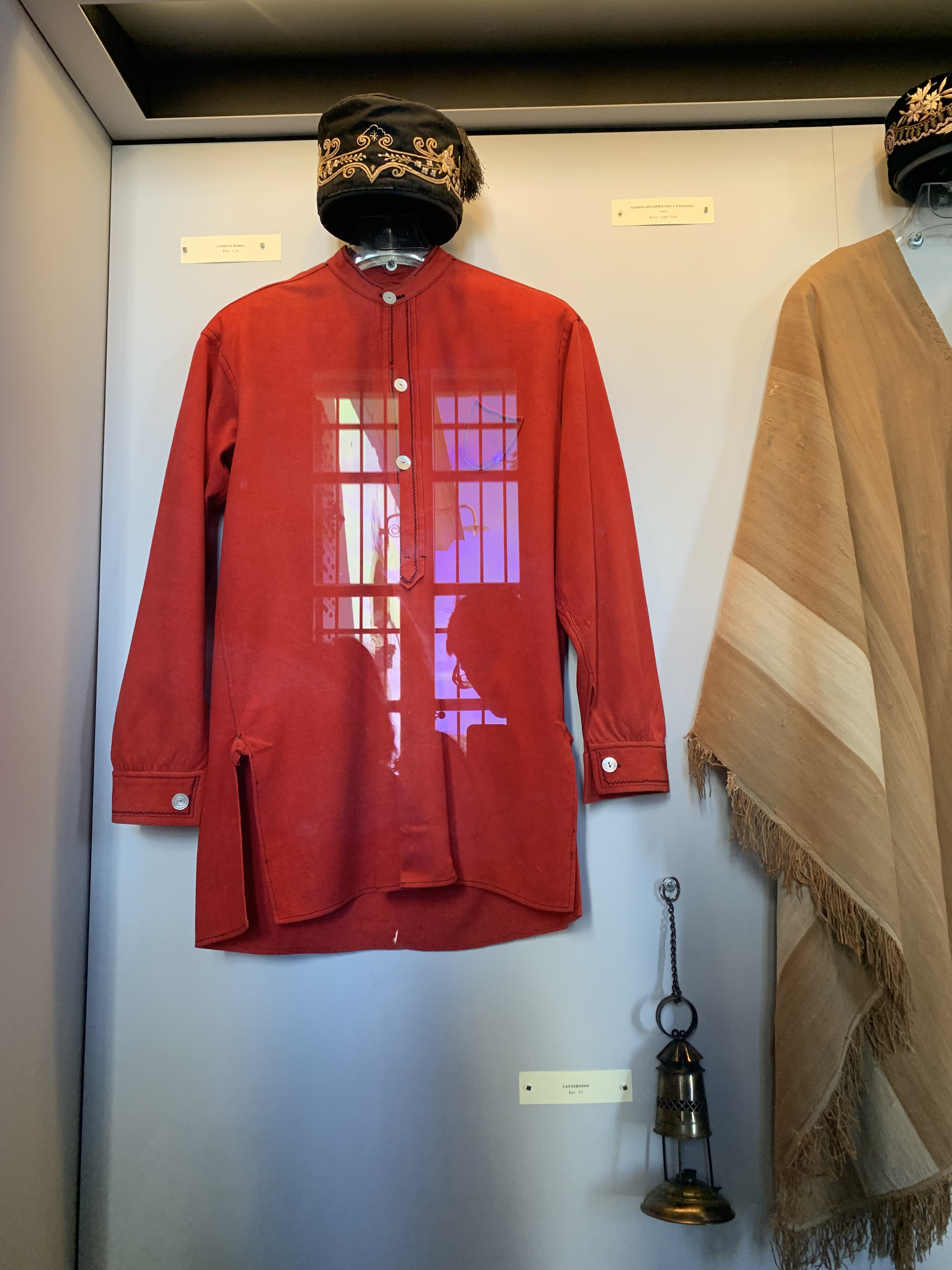
La camicia rossa di Garibaldi
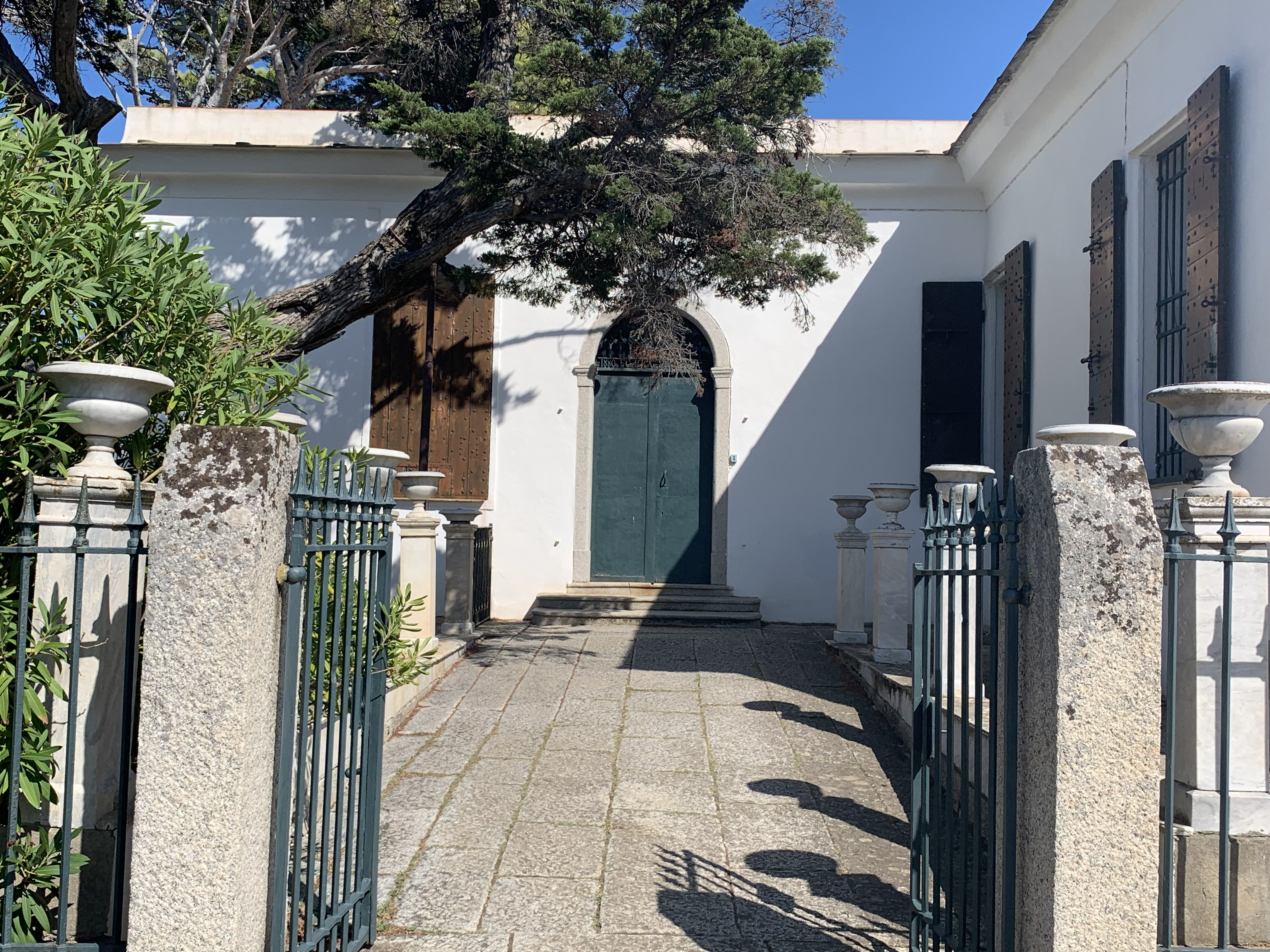
Esterno del compendio
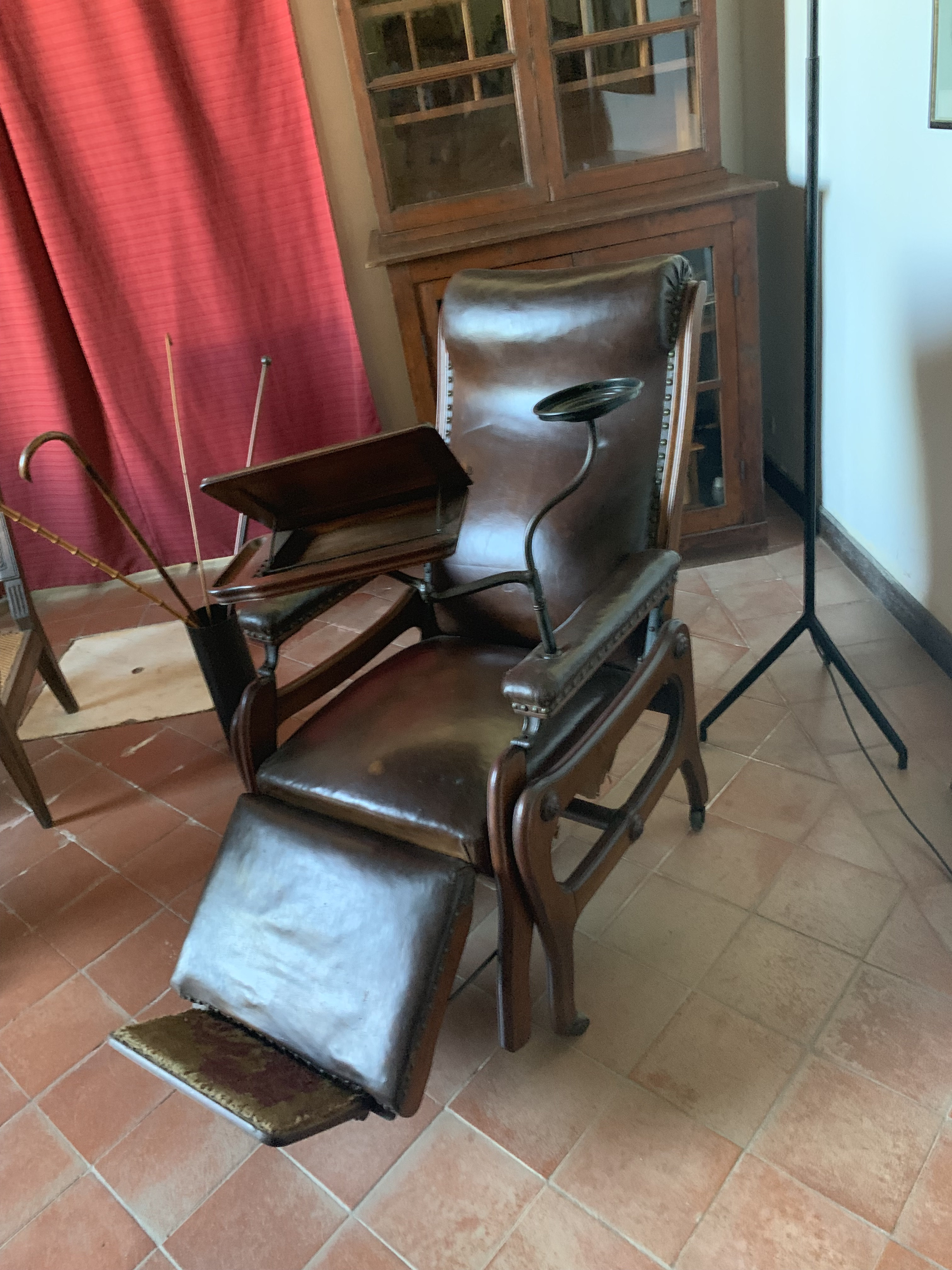
Sedia di Garibaldi
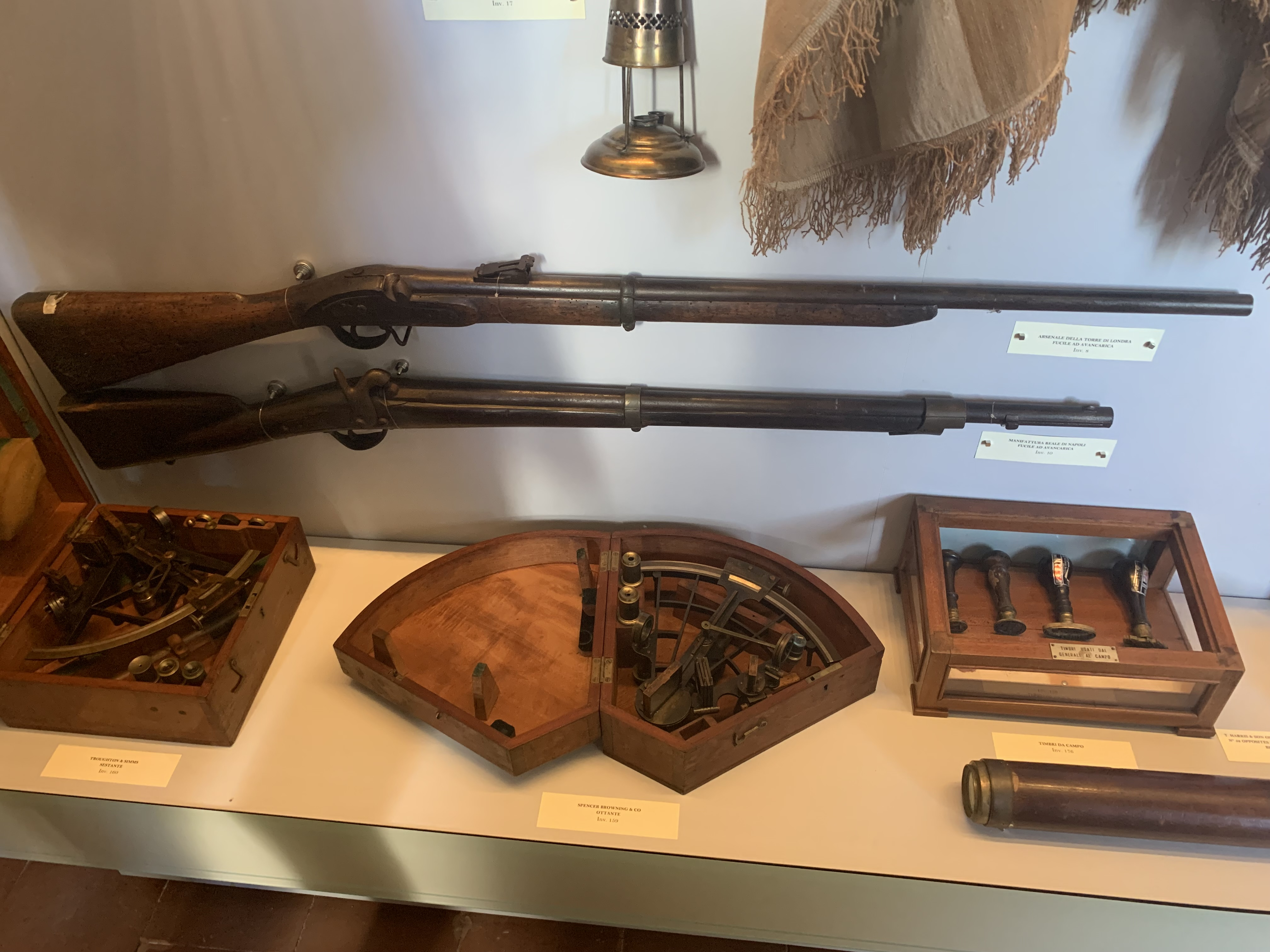
I fucili
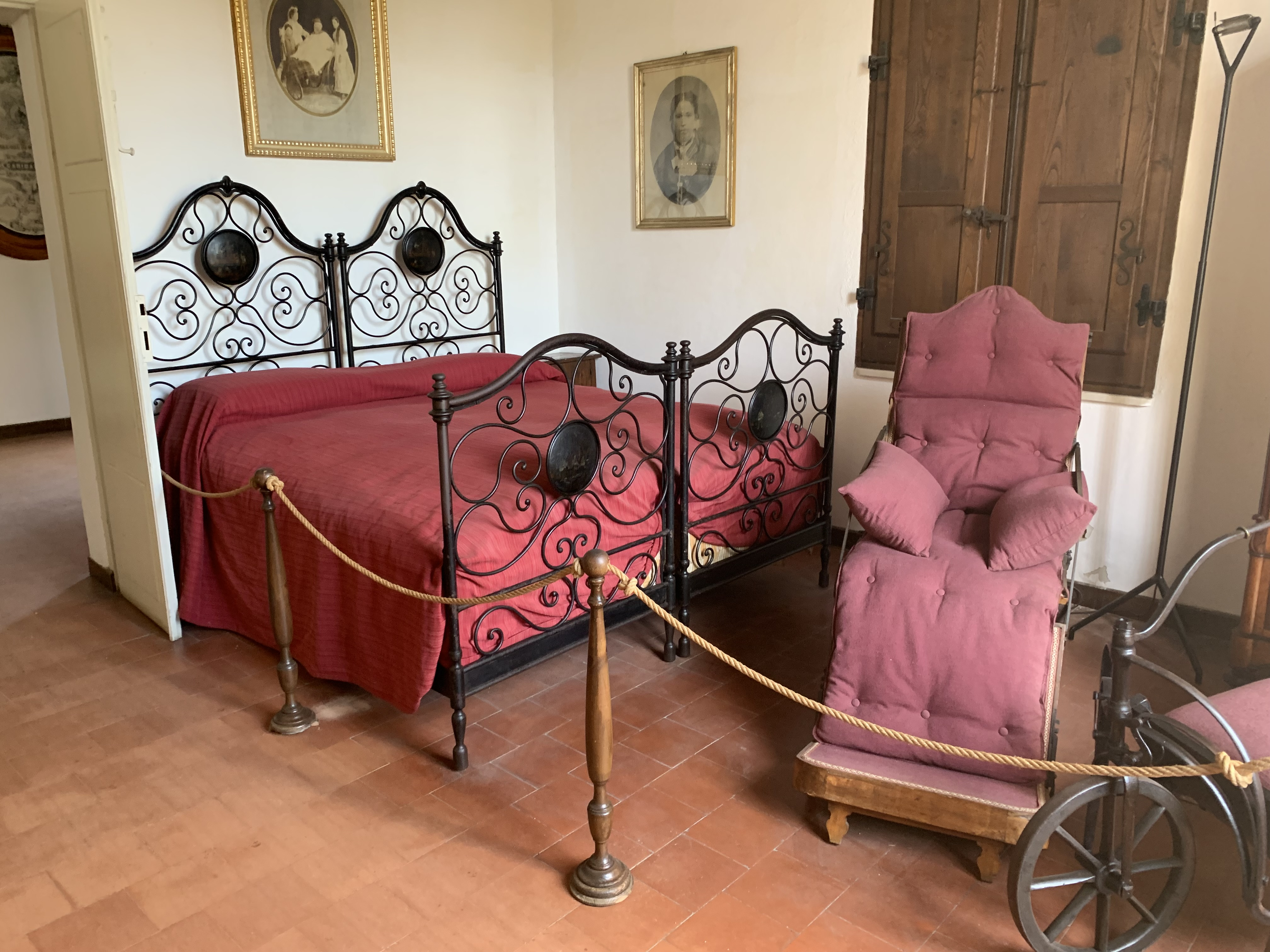
Parte della stanza